# Microsage sieberi
Microsage sieberi là một loài tò vò trong họ Ichneumonidae.